# Alte Wache (Potsdam)

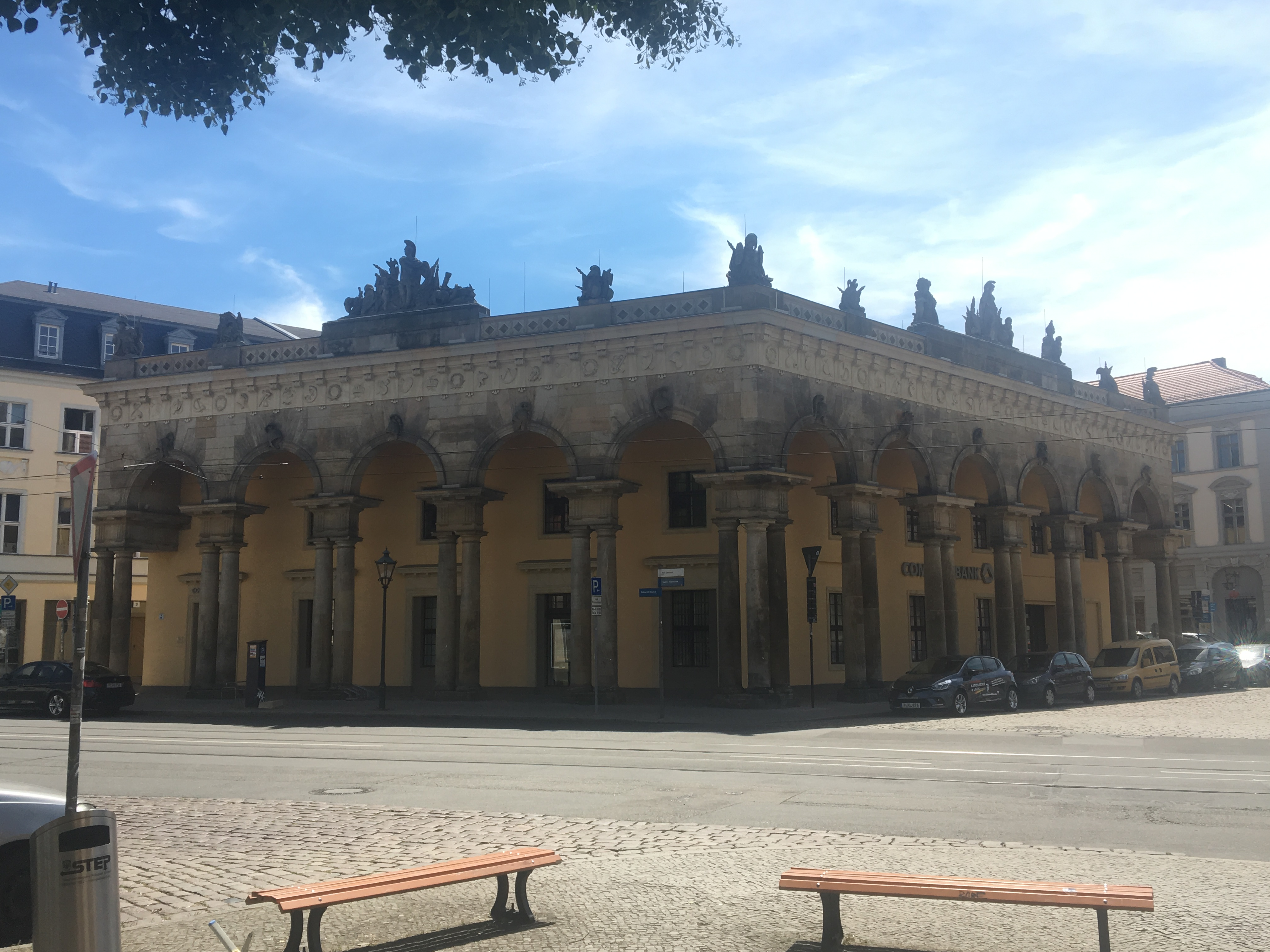
Potsdam, Alte Wache, Ansicht von Norden

Die Alte Wache ist ein frühklassizistisches Gebäude in Potsdam in der Lindenstraße/Ecke Charlottenstraße. Es wurde im Auftrag König Friedrich Wilhelms II. 1795–97 nach Plänen von Andreas Ludwig Krüger errichtet.

## Geschichte
Zwischen der ersten und zweiten barocken Zweiten Stadterweiterung verlief die Stadtmauer entlang der Charlottenstraße. Hier wurden Anfang des 18. Jahrhunderts die aus Werder und Brandenburg angereisten Händler kontrolliert. Nachdem mit der 2. Stadterweiterung die Mauer weiter nördlich im Zuge der heutigen Hegelallee verlief, fungierte sie als Hauptwache.
Die heute als Alte Wache bezeichnete Hauptwache war ein Geschenk des Königs an sein ehemaliges Regiment „Prinz von Preußen“. Das Gebäude umfasste damals ein Wachlokal, die Montierungskammer im Obergeschoss und Verkaufsstände für Fleischer. Heute ist in dem Gebäude die Filiale einer deutschen Großbank untergebracht.

## Architektur
Der 1795–97 nach Plänen von Andreas Ludwig Krüger errichtete Putzbau weist zu seinen zwei Schauseiten mit Werkstein verblendete Arkaden auf gekuppelten toskanischen Säulen auf, ein bis dahin im Potsdamer Stadtgebiet wenig gebräuchliches Architekturelement. Über dem Traufgesims ist eine niedrige mit Rautenreliefs verzierte Sandsteinbrüstung, die von Postamenten durchbrochen wird, auf denen Trophäen stehen. Der von den Brüdern Johann Christoph und Michael Christoph Wohler auf den Attiken auf drei Seiten errichtete Skulpturenschmuck bildet entsprechend der Bestimmung des Gebäudes militärische Motive ab und umfasst 18 Statuen und  an den beiden Schauseiten Figurengruppen aus Sandstein. Über der Fassade zur Charlottenstraße greift Mars nach seinem Schwert, über der Lindenstraße ist auf einem sich über zwei Achsen erstreckenden Postament Minerva flankiert von Trophäen dargestellt.